# Les Misérables (Hörspiel)

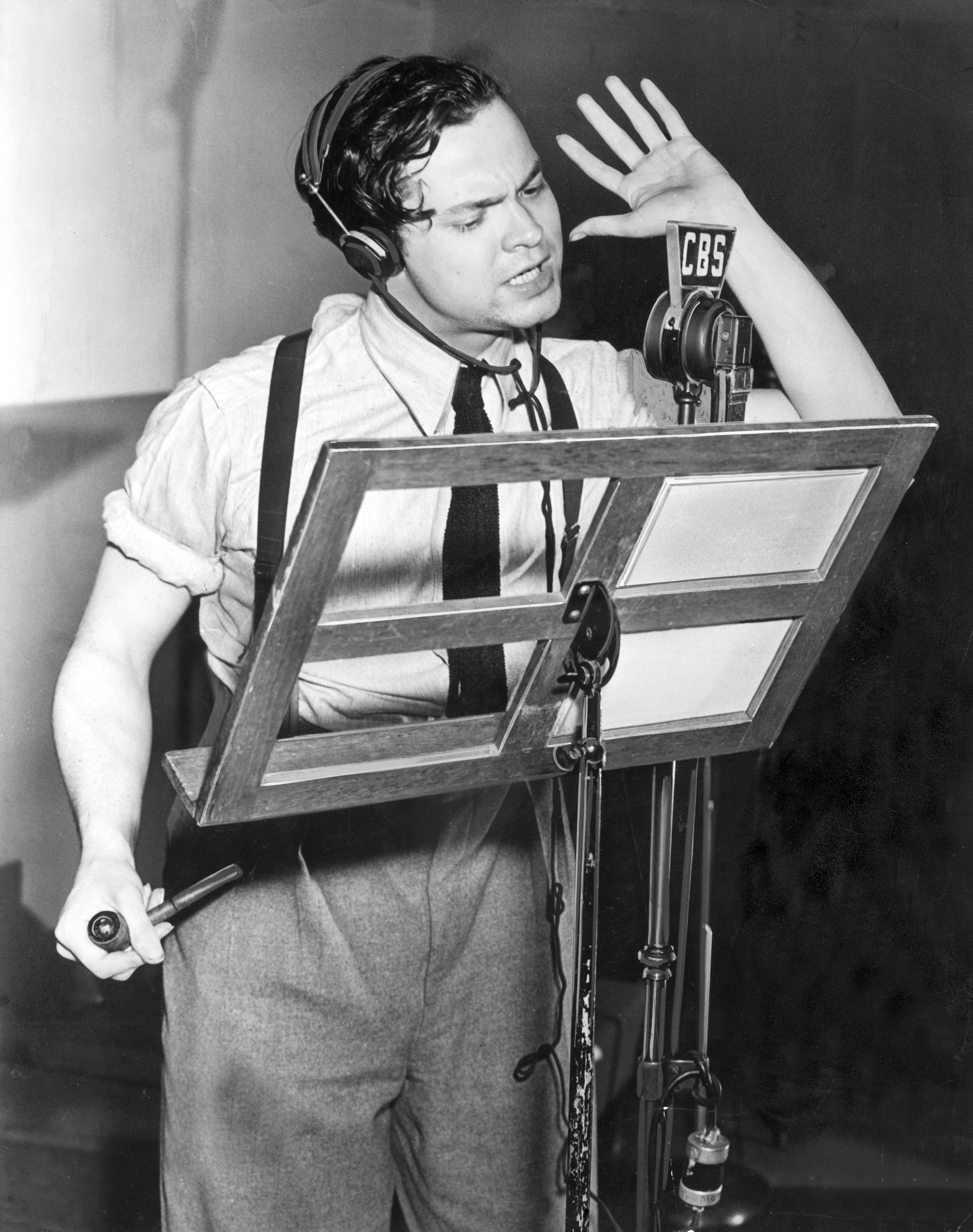
Orson Welles (1938)

Les Misérables ist eine siebenteilige Hörspielserie von Orson Welles, die 1937 in den Vereinigten Staaten im Radioprogramm von Mutual Broadcasting System ausgestrahlt wurde.

## Hintergrund
Die Hörspieladaption von Victor Hugos Roman Les Misérables, die aus der Ich-Perspektive erzählt wurde, war Welles erste Arbeit als Autor und Regisseur für das Radio. Die sieben dreißigminütigen Hörspielfolgen waren vom 23. Juli bis 3. September 1937 freitags um 22 Uhr Ortszeit zu hören.
Orson Welles adaptierte Victor Hugos Roman, inszenierte die Hörspielserie und spielte die Rolle des Jean Valjean. Neben Welles waren in weiteren Hauptrollen Martin Gabel als Javert, Alice Frost als Fantine und Virginia Nicolson, Welles erste Frau, als die erwachsene Cosette zu hören. Zu den Nebendarstellern gehörten Ray Collins, Agnes Moorehead, Everett Sloane, Betty Garde, Hiram Sherman, Frank Readick, Richard Widmark, Richard Wilson und William Alland.
Das Hörspiel war das Radio-Debüt des von Welles geleiteten Mercury Theatre. Der Biograph Simon Callow bezeichnete Welles Hörspiel Les Misérables als „eine seiner frühesten, feinsten und bedeutendsten Leistungen für das Radio“.

## Episoden
Die sieben Episoden von Les Misérables werden in einem kommentierten Lebenslauf von Orson Welles genannt, der von Jonathan Rosenbaum für das Buch This is Orson Welles (1992) erstellt wurde:
| # | Datum             | Episode                                                 |
| - | ----------------- | ------------------------------------------------------- |
| 1 | 23. Juli 1937     | Kapitel 1: Der Bischof                                  |
| 2 | 30. Juli 1937     | Kapitel 2: Javert                                       |
| 3 | 6. August 1937    | Kapitel 3: Der Prozess                                  |
| 4 | 13. August 1937   | Kapitel 4: Cosette                                      |
| 5 | 20. August 1937   | Kapitel 5: Das Grab (zunächst angekündigt als ‚Marius‘) |
| 6 | 27. August 1937   | Kapitel 6: Die Barrikade                                |
| 7 | 3. September 1937 | Kapitel 7: Finale                                       |